# Katie Vincent
Pour les articles homonymes, voir Vincent.
Katie Vincent, née le 12 mars 1996, est une céiste canadienne pratiquant la course en ligne.

## Carrière
Aux Championnats du monde 2017 à Račice, Katie Vincent remporte la médaille d'or en C2 500 mètres avec Laurence Vincent-Lapointe. Aux Mondiaux de 2018, elle est médaillée d'or en C2 500 mètres  avec Laurence Vincent-Lapointe et médaillée de bronze en C1 500 mètres.